# Acajurana
Acajurana (Acajurana pulchra) é uma planta da família das leguminosas, de casca amarga e cheiro nauseante, utilizada na lavagem de feridas velhas, encontrada no estado do Pará. Acajurana (em tupi: akaiú, acaju, rána, parecido) tem esse nome pois é parecido com o acaju.
É conhecido também como cajurana ou caiurana.